# Alicia Homs
Alicia Homs Ginel (Palma de Mallorca, 15 de octubre de 1993) es una política española del Partido Socialista de las Islas Baleares (PSIB-PSOE). Es Europarlamentaria del Grupo S&D desde agosto de 2019. También fue presidenta de YES, las Juventudes Sociales Europeas desde el 2019 al 2023.

## Biografía
Nacida el 15 de octubre de 1993 en Palma de Mallorca, se licenció en Ciencia Política y Gestión Pública en la Universidad Autónoma de Barcelona. 
Realizó un máster en Diplomacia y Función Pública Internacional por el Centro de Estudios Internacionales de Barcelona.
Trabajó como asesora técnica de la Consejería de Trabajo del Gobierno de las Islas Baleares.
Homs es miembro del Parlamento Europeo en el Grupo de la Alianza Progresista de Socialistas y Demócratas (S&D) desde las Elecciones al Parlamento Europeo de 2019 en España. Concurrió como número 17 en la lista del Partido Socialista Obrero Español. Es vicepresidenta de la Comisión de Empleo y Asuntos Sociales (EMPL) y miembro de la Delegación para las Relaciones con los Países de la América Central y de la Delegación en la Asamblea Parlamentaria Euro-Latinoamericana, suplente de la Comisión de Industria, Investigación y Energía (ITRE).
El 1 de agosto de 2019 fue elegida presidenta de las Juventudes Socialistas Europeas (conocida como YES por las siglas en inglés de Young European Socialists). Cargo que ha ostentado hasta octubre del año 2023.